# Informatika Beograd
Informatika Beograd (code BELEX : INFM) est une entreprise serbe qui a son siège social à Belgrade, la capitale de la Serbie. Elle est spécialisée dans le domaine de l'informatique et, plus particulièrement, dans le domaine des systèmes d'information.

## Histoire
Informatika Beograd a été admise au marché non régulé de la Bourse de Belgrade le 24 avril 2007.

## Activités
Informatika Beograd est spécialisée dans l'ingénierie de systèmes d'information. Elle propose des ordinateurs mais aussi des outils de communication et de travail en réseau, ou encore des équipements informatiques et des processus d'automatisation pour l'industrie ainsi que des logiciels. Elle offre également des systèmes d'information de gestion et des EIS. Elle assure la conception et la réalisation de ces systèmes d'information, ainsi que des formations dans le domaine des technologies de l'information et de la communication ; elle assure également la maintenance de ses produits. Elle fournit en outre des services Internet. La société possède quatre filiales : Link et Informatika SM (en Serbie), Informatika Montenegro et Makomp (en Macédoine).

## Données boursières
Le 20 juin 2013, l'action de Informatika Beograd valait 2 554 RSD (22,25 EUR). Elle a connu son cours le plus élevé, soit 16 000 RSD (139,42 EUR), le 16 octobre 2007 et son cours le plus bas, soit 1 800 RSD (15,68 EUR), le 19 avril 2013.
Le capital de Informatika Beograd est détenu à hauteur de 48,01 % par des entités juridiques, dont 30,53 % par Srbijagas, et à hauteur de 47,92 % par des personnes physiques.